# Гутово (Брестская область)
Гу́тово — деревня в Дрогичинском районе Брестской области Беларуси. Входит в состав Дрогичинского сельсовета.

## История
Первое упоминание населённого пункта в письменных источниках относится к 1502 году.
C 1795 по 1920 год деревня была частью Вороцевичской волости Кобринского уезда Российской империи. В 60-е годы XIX века в Гутовской сельской общине проживало 435 ревизских душ (государственных крестьян, 218 мужчин и 217 женщин), которые ранее относились к восьмой Родогошской сельской общине. В 1886 году в деревне было размещено 46 дворов, население составляло 513 человек. В 1905 году население деревни составило 787 человек.
С 1921 по 1939 год деревня была в составе Вороцевичской гмины Польши. В 1921 году в населённом пункте проживало 332 человека (среди них 312 — православные христиане, 3 — католики, 17 — иудеи). Как и в 1921 году, в 30-е годы XX века населённый пункт насчитывал 74 двора.
В 1995 году в деревне насчитывалось 196 дворов и 499 жителей.
По состоянию на 1997 год населённый пункт являлся центром колхоза «Флаг Ленина».
До 2013 года деревня Гутово являлась административным центром Гутовского сельсовета. 17 сентября 2013 года, в соответствии с решением Брестского областного Совета депутатов, Гутовский сельсовет был упразднён, а деревня Гутово вместе с остальными населёнными пунктами упразднённой территориальной единицы вошла в состав Дрогичинского сельсовета.
В настоящее время в Гутово работает государственное учреждение образования «УПК Гутовский детский сад — общеобразовательная средняя школа».

## Достопримечательности
В 0,5 км на юге от деревни расположена «могила жертв фашизма», которые были расстреляны в 1942 году. В 2 км на севере от Гутово располагается памятник партизанам, погибшим в сентябре 1943 года в бою.